# Bang Soo-hyun
Bang Soo-hyun, född 13 september 1972, är en sydkoreansk idrottare som tog silver i badminton vid olympiska sommarspelen 1992 i Barcelona, och guld 1996 i Atlanta.